# Ministerium für Bildung und Kindertagesförderung des Landes Mecklenburg-Vorpommern

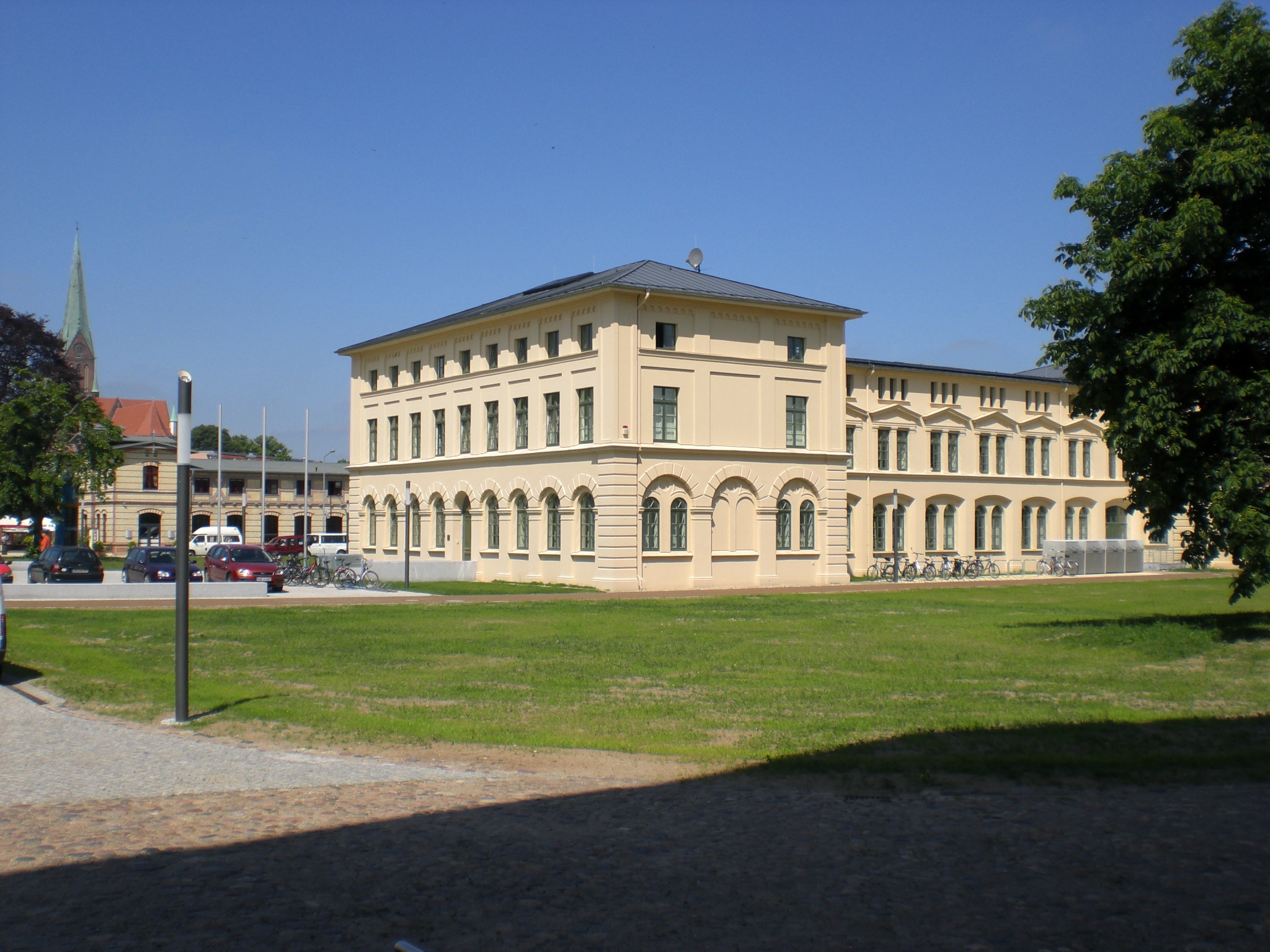
Nordflügel des Schweriner Marstalles von 1842 (Architekt: Georg Adolf Demmler), Sitz des Ministeriums

Das Ministerium für Bildung und Kindertagesförderung des Landes Mecklenburg-Vorpommern mit Sitz in Schwerin ist eines von acht Ministerien der Landesregierung. Es wird auch als Kultusministerium bezeichnet. Amtsinhaberin im Kabinett Schwesig II ist seit dem 15. November 2021 Simone Oldenburg (Die Linke). Als Staatssekretär steht ihr Tom Michael Scheidung (Die Linke) zur Seite.

## Geschichte
Nach der Gründung des Landes Mecklenburg-Vorpommern 1945 bestanden zunächst keine klassischen Ministerien, sondern dem Präsidenten oder Vizepräsidenten unterstellte Abteilungen. Für Bildung war zunächst die Abteilung für Kultur und Volksbildung zuständig, aus der 1946 das Ministerium für Volksbildung entstand. Dieses bestand bis zur Auflösung des Landes 1952.
Mit der Neugründung von Mecklenburg-Vorpommern 1990 wurde das Bildungsministerium als Kultusministerium wieder eingerichtet. Von 1998 bis 2021 hieß das Ministerium Ministerium für Bildung, Wissenschaft und Kultur. Seit 2021 trägt es seinen heutigen Namen.
Das Ministerium befindet sich zusammen mit dem Ministerium für Soziales, Gesundheit und Sport im Schweriner Marstall unter der Anschrift Werderstraße 124. Während sich Letzteres im Südflügel des von 1838 bis 1842 errichteten klassizistischen Putzbaus befindet, ist das Ministerium für Bildung und Kindertagesförderung im Nordflügel untergebracht.

## Organisation
Das Ministerium ist seit 2022 in vier Abteilungen gegliedert:
- Abteilung 1: Allgemeine Abteilung
- Abteilung 2: Grundsatzangelegenheiten des Schulwesens, berufliche Schulen und Lehrkräftegewinnung
- Abteilung 3: Lehrkräftebildung und Digitalisierung
- Abteilung 4: Kindertagesförderung, allgemein bildende Schulen und Inklusion

Die Abteilungen für „Wissenschaft und Forschung, Hochschulen“ und „Kultur“ zählen nun zum Ministerium für Wissenschaft, Kultur, Bundes- und Europaangelegenheiten des Landes Mecklenburg-Vorpommern.
Die Abteilungen sind in Referatsgruppen und Referate – als kleinste organisatorische Einheit – gegliedert.

## Aufgaben
Die Aufgabengebiete erstrecken sich von der Förderung von Bildungsmöglichkeiten vom Kindesalter bis zur Erwachsenenbildung.

## Behörden und Einrichtungen
- Institut für Qualitätsentwicklung (IQ M-V)
- Kompetenzzentrum für Berufliche Schulen
- Institut für Film und Bild in Wissenschaft und Unterricht
- Institut zur Qualitätsentwicklung im Bildungswesen
- Medienpädagogisches Zentrum
- Staatliches Museum Schwerin
- vier Staatliche Schulämter (Greifswald, Neubrandenburg, Rostock, Schwerin)